# ثواب و عقاب
 ثَواب و عِقاب، دو اصطلاح قرآنی است که برای اعمال نیک و بد انسان است. ثواب یعنی پاداش و جزای خیری که از سوی پروردگار به بندگان مؤمن در برابر ایمان و کارهای نیک داده می‌شود و عقاب، سزا و جزای ناخوشایندی است که به بندگان کافر یا عاصی، در عوض کفر یا کارهای ناروا و خلاف شرع می‌رسد.
زیربنا بودن بودن ایمان برای ثواب، استحقاقی یا تفضلی بودن آن، جایگاه دریافت ثواب و عقاب و بحث تجسم اعمال از مهم‌ترین مباحث مربوط به این موضوع هستند. وجود ثواب و عقاب از دلایل وجود اختیار در انسان است، چرا که در صورت نبود اختیار، پاداش در مقابل کار خیر و عقاب در مقابل معصیت جایز نیست.
این موضوع در کلام اسلامی، فلسفه، عرفان و اصول فقه نیز مباحث گسترده‌ای را به خود اختصاص داده‌است.

## معنای لغوی و اصطلاحی
واژهٔ ثواب از ریشهٔ «ث. و. ب.» به معنی بازگشتن به حالت قبلی است و در زبان فارسی می‌توان آن را معادل پاداش نیک در نظر گرفت. معنای اصطلاحی آن، بازگشت نتیجهٔ افعال خیر به صاحب فعل است که از طرف خداوند به اعمال صالح مؤمنان تعلق می‌گیرد.

واژهٔ عقاب از ریشه «ع. ق. ب.» به معنی دنبال کردن و در پی چیزی رفتن است و در اصطلاح به عذاب و کیفر الهی گفته می‌شود که در نتیجه گناه اعتقادی یا عملی شخص به او می‌رسد.

## در آیات و تفاسیر
دو واژهٔ ثواب و عقاب و مشتقات آن‌ها در قرآن کریم به ترتیب ۱۳ و ۲۰ بار به کار رفته‌اند. علاوه بر این واژگان، برخی اصطلاحات همچون «اجر و پاداش» مؤمنان و «جزا و کیفر» سرکشان در آیات الاهی دیده می‌شود و در بخشی از آیات، ثواب و عقاب به صورت «ترهیب و ترغیب» یا «بشارت و انذار» آمده‌است، و در آیات دیگری نیز ثواب و عقاب در قالب وعد و وعید الاهی مطرح شده‌اند.
مفسران، به تَبَع متکلمان، ثواب را نفعی ناشی از شایستگی و استحقاق (در برابر تفضل) و همراه با بزرگداشت و احترام (در برابر عِوَض) و عقاب را ضرری سزاوار و همراه با خوار شمردن دانسته‌اند.
ابوالفتوح رازی فرق میان عذاب و عقاب را آن دانسته که عقاب همواره در پی استحقاق است اما عذاب لزوماً اینطور نیست.
بنابرآیات متعددی از قرآن کریم اعمال انسانها، هر چند به‌اندازهٔ ذره‌ای ناچیز، در «کتاب» ثبت می‌گردد و محفوظ می‌ماند و در روز رستاخیز به آنان نشان داده می‌شود. بر همین اساس، مفسران دربارهٔ «کتاب»، که از آن به نامه یا صحیفه اعمال تعبیر شده‌است، و نیز دربارهٔ نشان دادن اعمال توضیحاتی داده‌اند. علامه طباطبایی این نظر را مطرح کرده که آنچه در «کتاب» ثبت شده حقیقت خود اعمال است، نه از جنس نوشتن رایج در این عالَم، در حالی که عموم مفسران نامهٔ اعمال را به عنوان یک حقیقت مکتوب وصف کرده‌اند. البته برخی، علاوه بر ثبت اَعمال، ذکر مقدار ثواب و عقاب آن‌ها را نیز از محتویات نامه دانسته و برخی نیز گفته‌اند که به انسان‌ها، بر اساس کتاب اعمالشان، عادلانه، ثواب و عقاب داده خواهد شد.

### نشان داده شدن اعمال
دربارهٔ مراد از نشان داده شدن اعمال نیز مفسران آرای گوناگونی دارند که از آن جمله است:
مشاهده جزای اعمال یا دیدن نامه اعمال؛ ورود در جزا، اعم از ثواب و عقاب؛ مشاهده حقیقت اعمال بنا بر نظریه تجسم اعمال و آگاهی و معرفت حقیقی به کارهای انجام شده در دنیا. علامه طباطبایی با استناد به تعبیر «سَوْفَ یریٰ» در آیه چهلم سوره نجم احتمال داده‌است که در روز رستاخیز، عمل انسان علاوه بر خود او، به دیگری نیز ارائه شود.

### تجسم اعمال
آیاتِ راجع به ثواب و عقاب دو دسته‌اند:
1. آیاتی که ظاهراً بر این معنا دلالت دارند که ثواب و عقاب غیر از خود اعمال‌اند و بهشت، پاداش و ثواب نیکوکاران و دوزخ، کیفر و عقاب گناهکاران است[۱۵]؛
2. آیاتی که ظاهر آن‌ها دلالت بر تجسم اعمال و وحدت جزا و عمل در روز رستاخیز دارد.[۱۶] بیشتر مفسران، با بهره‌گیری از مباحث مجاز و تأویل، آیات دسته دوم را به دسته اول ملحق کرده و تعبیراتی چون حضور اعمال در قیامت را مجازی دانسته یا آن را به جزای اعمال یا نامه اعمال تأویل کرده‌اند[۱۷] اما به نظر علامه طباطبایی[۱۸] این دو دسته آیات، بی‌آنکه نیاز به تأویل یا مجاز گویی باشد، قابل جمع‌اند و هر کدام از تعبیرات قرآنی ناظر به یک بُعد از موضوع قیامت است.

### تناسب عمل با پاداش
تناسب عمل با پاداش آن، از دیگر موضوعاتی است که در آیات ثواب و عقاب مطرح شده‌است. برخی آیات تصریح دارند که انسان در روز قیامت، دقیقاً معادل کار نیک خود پاداش نیک می‌گیرد و معادل کار بدش کیفر می‌شود. در آیاتی دیگر سزای کار بد، دقیقاً به اندازه همان کار بد دانسته شده و پاداش کار خوب، با عنایت به فضل خداوند، بهتر و بیش از آن کار ذکر شده‌است. در بیان مراد این گونه آیات، مفسران اختلاف چندانی با یکدیگر ندارند. به تعبیر علامه طباطبایی خداوند بنا بر فضل خود، نقص اعمال نیکوکاران و صالحان را رفع می‌کند و معادل بهترین عمل به آنان پاداش می‌دهد.
میزان افزایشِ ثوابِ اعمالِ نیک در آیات، به تفاوت، چند برابر، دَه برابر، هفتصد برابر و «بِغیرِ حسابٍ» ذکر شده‌است. مفسران برای «بغیرحساب» چند معنا احتمال داده‌اند: پاداش خداوند فزون از شمار و به تعبیری، نامتناهی است؛ پاداش خداوند فراتر از استحقاق مؤمنان است؛ کسی خداوند را به سبب پاداشی که می‌دهد مورد سؤال و مؤاخذه قرار نمی‌دهد و خدا نیز انتظار جبران ندارد؛ پاداش خدا از سرچشمه فیض و لطف بی‌نهایت اوست.

### ایمان، شرط ثواب
بنا بر برخی آیات، شرط استحقاق ثواب، ایمان است؛ بنا براین، عمل افراد بی‌ایمان (کافران، مشرکان) ثواب اُخروی در پی ندارد. همچنین عملِ صالحِ کسانی که مرتکبِ گناهانی شده‌اند که در حکم کفر است، در صورت توبه نکردن، به سبب تباهی ایمانشان بر اثر گناه، ثواب ندارد. مفسران در توضیح این امر گفته‌اند که اعمالی مانند کفر و ارتداد، تأثیر عمل صالح گذشته را در تأمین سعادت ابدی انسان از بین می‌برد در حالی که ایمان، عامل ادامه تأثیر اعمال صالح (مثلاً تعلق ثواب به آن) در عالَم پس از دنیاست.
از سوی دیگر، آیاتی بر این دلالت دارد که ایمان و توبه و عمل صالح (مانند نمازهای واجب، حج، تقوا، دوری از گناهان کبیره) باعث محو گناهان (تکفیر به معنای قرآنی)، از جمله گناهان صغیره، می‌شود.

### ثواب دنیا و ثواب آخرت
قرآن از ثواب الدنیا در برابر ثواب الآخره سخن به میان آورده و به افرادی اشاره کرده‌است که تنها خواهان ثواب دنیایند و در برابر آن‌ها کسانی قرار دارند که ثواب آخرت را می‌طلبند. بنا بر مضمون این آیات، هر دو گونه ثواب در اختیار خدا و از آنِ اوست و خدا ثواب دنیا را به طالبان آن می‌دهد ولی آنان از ثواب آخرت بی‌نصیب‌اند، در حالی که طالبان ثواب آخرت از ثواب دنیا نیز بهره‌مندند.
مفسران در تبیین مراد این آیات، با توجه به سیاق و شأن نزول آن‌ها گفته‌اند: ثواب دنیا یعنی: غنیمت‌های حاصل از غزوه احد و به‌طور کلی غنیمت و فَییء؛ روزی هر انسانی که خدا برای او تقدیر کرده‌است؛ پیروزی بر دشمنان در جنگ؛ عزت و نام نیک.
ثواب آخرت یعنی: کرامت نزد خدا؛ بلندی مرتبت در عالم آخرت؛ اِعلای دین خدا؛ بهشت و نعمتهای آن و مغفرت. به گفته طبرسی ثواب نامیدن بهره‌های دنیایی، از باب مجاز است و به نظر علامه طباطبایی، وصف ثواب آخرت به «حُسن»، بدون آوردن چنین وصفی برای ثواب دنیا، از ارزش ثواب آخرت در مقایسه با بهره‌های دنیایی خبرمی‌دهد. با این همه، بین ثواب دنیا و آخرت هیچ گونه تنافی وجود ندارد، بلکه کسانی که صرفاً در پی ثواب دنیایند از ثواب آخرت بی‌بهره‌اند ولی کسانی که در پی ثواب آخرت‌اند از هر دو ثواب (دنیوی و اخروی) بهره‌مند خواهند شد.

### وعده بر کیفر سخت
چند گروه به سختْ کیفر بودن خدا تهدید شده‌اند: کسانی که نعمتهای الاهی را دگرگون ساخته و کفر می‌ورزند و نشانه‌های خداوند را دروغ می‌شمارند؛ کسانی که با خدا و پیامبر (ص) او دشمنی می‌کنند؛ و مؤمنانی که در اجابت دعوت خدا و رسول سستی می‌ورزند.؛ پس از بیان احکام حج از نافرمانی در انجام دادنِ درستِ این احکام انسان را سخت بر حذر می‌دارد و نیز از زبان شیطان در قیامت خطاب به کسانی که از او فریب خورده‌اند، بر سخت کیفر بودن خداوند تأکید شده‌است.

## در احادیث
در آثار حدیثی امامیه، واژه‌های ثواب و عقاب بسیار به کار رفته‌است. در کتب اربعه، فصل‌های متعددی در این زمینه وجود دارد و احادیث بسیاری دربارهٔ پاداش و کیفر کارهای گوناگون (از ثواب توحید تا ثواب کارهای خوب جزئی در زندگی، و از کیفر شرک تا گناهان صغیره) بیان شده‌است.
در میان احادیث شیعه و اهل سنت، تعداد احادیث مربوط به ثواب بیشتر از احادیث مرتبط با عقاب است.
مطابق با آیات و روایات، پاداش اخروی عمل نیک، ویژهٔ مؤمنان است و غیر مؤمنان از پاداش عمل نیکِ خود بی‌بهره‌اند.
در احادیث بسیاری، ثوابِ زیارت مرقد امامان با ثواب اعمال نیکِ بسیار دشوار، همچون جهاد و شهادت، مقایسه شده‌است یا ثواب برآوردن حاجت مؤمن، برآورده شدن صد حاجت ذکر شده‌است که یکی از آن‌ها رفتن به بهشت یا آمرزش تمامی گناهان و در صورت مرگ در این هنگام، ورود به بهشت و بهره‌مندی از پاداش بی‌نهایت است. همچنین آمده‌است که اگر کسی دل مؤمنی را شاد کند، خداوند نه تنها در آخرت دل او را شاد می‌کند بلکه هر آنچه بخواهد به او می‌دهد و حتی بیش از آنچه خواسته، آنقدر به او می‌دهد که هرگز تصور آن را هم نمی‌کرده‌است. علاوه بر اینها، ثواب سرپرستی یتیم، حضور در بهشت به همراه پیامبر اکرم (ص) و ثواب کمک به زن بی‌سرپرست و شخص مسکین مانند جهاد در راه خدا بیان شده‌است.
از مجموع این احادیث می‌توان دریافت که میزان ثواب عمل نیک، به عوامل گوناگونی چون میزان اهمیت عمل، میزان عقل فاعل، نیت او، و زمان و مکان عمل وابسته است. میزان عقاب نیز تابعی از عواملی همچون نسب فاعل، است؛ از این رو، آن گروه از فرزندان حضرت فاطمه (س) که عناد ورزند و حق امامان را نشناسند، دو برابرِ دیگر معاندان عذاب می‌شوند.
از میان محدّثان بزرگ شیعه، شیخ صدوق با تألیف کتاب ثواب الاعمال و عقاب الاعمال، توجه شایانی به موضوع ثواب و عقاب کرده‌است.
واژه‌های ثواب و عقاب و مشتقات آن‌ها در متن احادیث اهلِ سنّت، بسیار کم به کار رفته‌است، اما نویسندگان و شارحان صحاح سته، واژه‌های ثواب و عقاب را در عنوان چند باب درج کرده‌اند. واژه جزا نیز کاربردی در حد واژه‌های ثواب و عقاب دارد. در برخی نقلها، گاه واژه‌های ثواب و جزا به جای هم به کار رفته‌اند.

## جایگاه ثواب و عقاب
در آیات و روایات به این مسئله که ثواب و عقاب برای انسان از چه مرحله‌ای آغاز می‌گردد توجه بسیاری شده‌است. پاداش برخی از کارهای خیر و عقوبت برخی از گناهان در همین دنیا به انسان می‌رسد (و چه بسا بخشی از آن به قیامت واگذار شود) ولی جایگاه اصلی حسابرسی و ثواب و عقاب، قیامت است که کوچک‌ترین کار خیر یا شر مورد محاسبه قرار خواهد گرفت.
گرچه وجود عذاب قبر مورد قبول همه مسلمانان است. در اینکه چه کسانی در قبر از ثواب و عقاب برخوردار می‌شوند، اختلاف نظر است؛ در برخی روایات پاداش و کیفر در قبر تنها به مؤمنان و کافران خالص اختصاص دارد و دیگران در قیامت به پاداش و کیفر اعمال خود می‌رسند.

## ثواب و عقاب در فلسفه و عرفان
در فلسفه و عرفان اسلامی، بیش از ثواب و عقاب بر سعادت و شقاوت تأکید و سعی شده‌است مفاهیم ثواب و عقاب به سعادت و شقاوت تحویل شود، حتی‌گاه زهد و عبادتِ غیرعارف برای رسیدن به ثواب، نوعی معامله خوانده شده‌است. فیلسوفان معمولاً مفهوم دینی فلاح را با اصطلاح سعادت بیان کرده‌اند.

### حقیقت ثواب و عقاب در فلسفه
سعادت نزد فیلسوفان متضمن نوعی لذت معنوی است و این لذت معنوی نیز جز ادراک و وصول به خیر و کمال نیست؛ بنابراین بالاترین سعادت، بیشترین ادراک خیر است و سعادتمندترین انسان واصل‌ترین انسان به خیر است. ملاصدرا تصریح کرده که عالم آخرت، که نشئه عذاب و ثواب است، عالمی ادراکی است. البته باید توجه داشت که نزد ملاصدرا ادراک و علم، مرتبه‌ای از وجود و بلکه عین وجود است.
فیلسوفان مسلمان، غالباً ثواب و عقاب را لازمه و معلول اجتناب ناپذیر عمل دانسته‌اند. به اعتقاد ملاصدرا همانگونه که غذاهای نامناسب بیماری‌زا هستند، عقاید نادرست و اعمال ناشایست نیز موجب بیماری نفس می‌شوند.
به اعتقاد ابن سینا، در این جهان، شرِّ کثیر وجود ندارد و اگر شرّی هست قلیل است. بخشی از این شرِّ قلیل، شرِّ برخی از انسانهاست اما این شر لازمه ذات آنهاست و نمی‌توان آن‌ها را فارغ از این شر آفرید. پس شرِّقلیل، مقدّر است و بدین ترتیب این پرسش مطرح می‌شود که اگر شرِّ برخی انسانها لازمه ذات آنهاست، پس چرا عقاب می‌شوند؟ به دیگر سخن، عقاب آن‌ها بر خلاف عدل است. پاسخ فیلسوفان به این پرسش چنین بوده‌است که عقاب آن‌ها نیز لازمه ذات آنهاست، همچون بیماری، که لازمه پرخوری است. ملاصدرا نیز از موافقان این نظریه است.

### حقیقت ثواب و عقاب در عرفان
در عرفان اسلامی نیز شبیه این مطالب را می‌بینیم. از نظر ابن عربی معرفت یا غفلت انسان به حقیقت خویشتن است که او را سعید یا شقی می‌سازد و البته می‌دانیم که حقیقت انسان جز حقیقت حق و تجلی حق تعالی نیست. بهشت که ابن عربی آن را دارالسعاده می‌نامد، به اعتقاد وی صورتی است که در ذات هر انسان، که جز حقیقت حق نیست، مستتر شده و ورود به بهشت یعنی بازگشت به این صورت و یافتن صفات حقی که در آن تجلی یافته‌است؛ بنابراین، سعادت یعنی معرفت به خداوند و وحدت ذاتی وجود، و شقاوت یعنی محرومیت از این معرفت و تنها معیار سعادت و شقاوت، علم و معرفت است.
به اعتقاد ابن عربی، انسانها همچون سایر ممکنات بر اساس عین ثابت خود وجود یافته‌اند. پس، خیر و شر آن‌ها نه از ناحیه وجودشان بلکه نشأت گرفته از عین ثابت آنهاست. به عبارت دیگر، کارهای نیک و بد انسانها از آثار تکوینی اعیان ثابته و سرچشمه گرفته از استعداد ازلی آنهاست و بنابراین ثواب و عقاب نیز اقتضای اعیان آن‌ها در فطرت اولیشان است. بدین ترتیب، در منظومه فکری ابن عربی هیچ مجازات‌کننده بیرونی وجود ندارد و ثواب و عقاب چیزی جز ظهور عین ثابت انسان نیست. اساساً در نظام وحدت وجودی ابن عربی همه چیز مطیع اراده حق تعالی و ظهور آن است حتی طاعت و عصیان، و از این روست که وی عصیان فرعون را نیز تابع امر تکوینی خداوند دانسته‌است. بر این اساس، آنچه ثواب و عقاب نامیده می‌شود نیز احوالی است که در پی فعل می‌آید و چیزی جز تجلی حق تعالی نیست. در واقع، خود حق است که از طریق تجلیاتش لذت و رنج می‌برد.

## ثواب و عقاب در علم کلام
در آثار کلامی می‌توان دو جریان اصلی را در تبیین آموزهٔ ثواب و عقاب مشخص کرد: یکی سنت کلامی عدلیه (امامیه و معتزله) که ثواب و عقاب را در دو بخش مباحث مربوط به عدل الاهی و مباحث مربوط به معاد مورد بررسی قرار داده‌اند، و دیگری کلام اشاعره و ماتریدیه که ثواب و عقاب را منحصراً در مباحث معاد طرح کرده‌اند.

### استحقاقی یا تفضلی
معتزله بیشتر بر آن بودند که ثواب یا عقاب الاهی نتیجهٔ استحقاقی تکالیف شرعی هستند و می‌توان با مقدمات عقلی، این استحقاق را ثابت کرد. اشاعره و ماتریدیه استحقاق را نپذیرفتند. آنان ثواب را فضل الاهی و عقاب را حاصل عدل الاهی دانسته‌اند. آنان با رد حسن و قبح عقلی، عقیده داشتند که به لحاظ عقلی چیزی بر خداوند واجب نیست و عدل الاهی چیزی جز تصرف خدا در ملک خودش نیست. حاکم اوست و هر حکمی را که انجام دهد حَسَن است و شایسته، خواه مؤمنان را ثواب دهد، خواه عقاب کند.
متکلمان شیعه بر آن بودند که از نظر عقلی دلیلی برای استحقاقی بودن عقاب وجود ندارد، بلکه استحقاق عقاب به دلیل آیات و روایات ثابت می‌شود.

### دائمی بودن ثواب و عقاب
معتزله و برخی از متکلمان شیعه همچون خواجه نصیر الدین طوسی عقیده داشتند که به لحاظ عقلی می‌توان ثابت کرد که ثواب و عقاب دائمی است؛ ولی اغلب ایشان معتقدند نمی‌توان دلیل عقلی بر دوام ثواب و عقاب ارائه داد، بلکه ثواب (نعمتهای بهشتی) بنا بر آیات و روایات دائمی است و دربارهٔ عقاب نیز ــ با وجود اختلاف نظر در دوام عقابِ فاسق و مرتکبِ گناه کبیره ــ تنها دلیل برای عقاب دائم کافران، آیات و روایات است.

#### عقاب ارتکاب گناه کبیره
معتزله مرتکب گناه کبیره را فاسق، و مستحق عقاب دائمی می‌دانستند؛ اما متکلمان شیعه با این نظریه مخالف بودند. از نظر آنان دلیل عقلی برای دوام عقاب مرتکب کبیره وجود ندارد، علاوه بر این، مؤمنی که مرتکب گناه کبیره باشد، چه بسا مورد عفو قرار گیرد و عقاب او بنا به فضل الاهی ساقط شود.

### عوامل سقوط ثواب و عقاب
از نظر متکلمان ثواب و عقاب به وسیله چند عامل از بین می‌روند. متکلمان اشعری و شیعه در مسائل مربوط به اسقاط ثواب و عقاب، با معتزله هم رأی نبودند. مهم‌ترین اختلافات در مباحث عفو، احباط و تکفیر، توبه و شفاعت است که اینک بدانها می‌پردازیم:

#### ۱- عفو الهی
بنا بر عقیدهٔ شیعه و معتزله بصره عفو فاسق یا کافر از سوی خداوند حَسَن به‌شمار می‌رود، زیرا عقاب حق خداوند است و در صورتی که از آن صرف نظر کند، به بنده سود خواهد رسید و قُبحی هم در پی نخواهد داشت.
متکلمان اشعری نیز عقیده داشتند، به لحاظ عقلی جایز است که خداوند گناهان کبیره را عفو کند، گرچه نمی‌توان گفت قطعاً چنین خواهد کرد. برخی نیز می‌گفتند خداوند بعضی از گناهان کبیره را عفو خواهد کرد و بعضی را عفو نمی‌کند؛ اما اینکه کدام یک از کبائر قابل عفو هستند بر ما پوشیده‌است.
در مقابل، معتزله بغداد عقیده داشتند خدا کسانی را که استحقاق عقاب دارند، عفو نخواهد کرد.

#### ۲- احباط و تکفیر
معتزله بنا بر نظریهٔ احباط عقیده داشتند ارتکاب برخی از گناهان که از آن‌ها به‌طور کلی به «گناه کبیره» تعبیر می‌شود، موجب از میان رفتن طاعت و ثواب شده، و از سوی دیگر در صورت افزونی طاعات و استحقاقِ ثواب بر معاصی و استحقاق عقاب، گناهان تکفیر می‌شوند.
از نظر متکلمان اشعری و امامیه احباط قابل قبول نبود. اشاعره بر آن بودند که استحقاقی نبودن ثواب و عقاب و عدم وجوب آن بر خداوند، به خودی خود مسئلهٔ احباط را منتفی می‌کند. از نظر شیعه هم، مسلمان مؤمن با ارتکاب گناه از بهشت محروم نمی‌شود و جاودانه در دوزخ نمی‌ماند، چرا که ایمان او استحقاق ثواب دائم را دارد. او برای گناهانی که مرتکب شده‌است، چه صغیره و چه کبیره، استحقاق عقاب منقطع و ناپایدار را دارد، و این عقاب تأثیری در ثواب ایمانش نخواهد داشت.

#### ۳- توبه
عامل دیگر اسقاط عقاب، توبه است. انسان باید در زمانی که همچنان توانایی انجام گناهان را دارد، از معاصی خود توبه کند.
در نظر اغلب معتزله مجموع گناهان در صورتی که صغیره به‌شمار آیند، به دلیل افزونی طاعات و استحقاق ثواب بر آنها، تکفیر می‌شوند و نیازی به توبه از آن‌ها نیست، بلکه گناهان کبیره هستند که نیازمند توبه‌اند.
اسقاط عقاب به وسیلهٔ توبه به این معنی نیست که خودِ توبه ثواب دارد و به دلیل افزایش ثواب باعث تکفیر گناهان می‌شود، بلکه توبه به نفس خود، عامل اسقاط عقاب به‌شمار می‌آمد.
اشاعره توبه را به خودی خود عامل اسقاط عقاب نمی‌دانستند.

#### ۴. شفاعت
معتزله شفاعت پیامبر(ص) را عامل اسقاط عقاب نمی‌دانستند، بلکه آن را در افزونی ثواب مؤمنان مؤثر می‌دیدند.
اشاعره شفاعت را مخصوص کسانی می‌دانند که مرتکب گناه کبیره شده باشد.
شیعه شفاعت را در مورد محو گناهان (چه صغیره و چه کبیره) یا ارتقای درجات شخص در بهشت می‌داند، البته با شرایط خاصی که در این زمینه لازم است.

### رابطه اختیار با ثواب و عقاب
متکلمان عدلیه (شیعه و معتزله) ثواب و عقاب را نشانه اختیار انسان دانسته‌اند و چنین استدلال کرده‌اند که اگر انسان در افعال خویش مختار و صاحب اراده نباشد، مدح و ذم، و ثواب و عقاب او بی‌معنا می‌شود و تکلیف کردن به او نیز بر خلاف عقل است. اما اشاعره نظریه کسب را مطرح کرده و تأکید کرده‌اند که ثواب و عقاب از باب «عادة اللّه» بوده و نشانه اختیار نیست.
متکلمان مفاهیم «ثواب و عقاب» و «مدح و ذم» را به هم پیوند زده‌اند و از این رو بحثهای ثواب و عقاب با مبحث بنیادی‌تر حُسْن و قُبْح گره خورده‌است.

## ثواب و عقاب در اصول فقه
عالمان اصول فقه شیعه، در آثار خود سعی کرده‌اند مفهوم حُسْن و قُبْح را به کمک مفهوم ثواب و عقاب تعریف کنند و بدین ترتیب، مهم‌ترین مفاهیم اخلاقی را با مفاهیم شرعی پیوند زدند.
میرزا محمد حسین نائینی از جمله کسانی است که بر خلاف مشهور امامیه، در نظریه استحقاق تشکیک کرده و گفته‌است چون انسانها بنده خدایند، باید از او اطاعت کنند و امرش را اجرا کنند و عقلاً منعی ندارد که مولا در قبالِ فرمانبرداری بنده، به او پاداش ندهد؛ اساساً ثوابْ تفضل خدا بر بندگان خویش است.
میرزای شیرازی نظریه استحقاق را پذیرفته و عدم اعطای ثواب به مستحقش را قبیح شمرده‌است. اما نکته شایان توجه این است که به اعتقاد وی برخلاف نظر متکلمان، عقل مستقل، طاعات را مستحق نفع و سود نمی‌داند بلکه تنها مستحق تقرب الی اللّه می‌داند، و نفع و سود تفضل الاهی است. به باور او عقل مستقل، گناهکار را مستحق عذاب می‌شمارد با این حال، عفو او نیکوست.
نظریه استحقاق در میان اصولیان شیعه پرطرفدارترین نظریه است؛ اما گروه دیگری از اصولیان با جمعی از فیلسوفان مسلمان هم عقیده‌اند و به نظریه تجسم اعمال گرایش دارند. طرفداران این نظریه معتقدند ثواب و عقاب قهراً و الزاماً بر افعال مترتب می‌شود و در حقیقت، ثواب و عقاب چیزی جز آشکار شدنِ باطن اعمال نیست. به بیان دیگر، در آخرت اعمال سیئه به صورت آتش مجسم می‌شود و اعمال حسنه به صورت نعمتهای بهشتی.
اصولیان اشاره کرده‌اند که قصد اطاعت و فرمانبرداری یا قصد قربت از شروط لازم برای استحقاق ثواب است و بدون آن هیچ عملی مستحق ثواب نیست.

### قبح عقاب بلابیان
معنای این عبارت این است که از دید عقل، چنانچه خداوند قبل از اینکه حُکمی را به اطلاع انسان برساند او را به خاطر انجام ندادن آن مجازات کند ظلم است و خداوند هرگز مرتکب ظلم نمی‌شود.
از نظر اصولیان، آنچه انسان را مستحق عقاب می‌کند، نافرمانی (عصیان) از دستورهای خداوند (احکام اللّه) است، اما چون تا فرمانی ابلاغ نشده باشد نافرمانی قابل تصور نیست، مرحله ابلاغ حکم شرط لازم برای استحقاق عقاب به‌شمار آمده‌است. گذشته از ابلاغ حکم، علم به ابلاغ نیز از شروط لازم برای استحقاق عقاب است اما نکته مهم این است که مکلف تا حد امکان باید برای دستیابی به احکام دین تلاش کرده باشد.
پرسش مهم در اینجا این است که اگر علم به خطا رفت و به عبارت دیگر، فقط اطمینان و یقینی نادرست بود و در واقع، حکمی ابلاغ نشده بود، آیا این یقین نادرست هم مایه استحقاق عقاب است؟
بحث دربارهٔ ثواب و عقاب واجبات کفایی، تجری، ثواب احتیاط کردن در عمل،... از دیگر بحثهای عالمان اصول در این زمینه است.